# Methode Gaspey-Otto-Sauer
Unter dem Titel Methode Gaspey-Otto-Sauer brachte der Verlag Karl Groos (später Julius Groos) hunderte Werke in verschiedenen Sprachen (Deutsch, Englisch, Französisch, Italienisch etc.) zum Erlernen von Fremdsprachen (Arabisch, Dänisch, Deutsch, Englisch, Französisch, Italienisch, Griechisch, Niederländisch, Polnisch, Portugiesisch, Russisch, Schwedisch, Spanisch, Swahili, Türkisch, Ungarisch etc.) heraus, auch für den Selbstunterricht. Die »Methode« war eine Variante der Grammatik-Übersetzungsmethode.
Die Methode war nach Thomas William Gaspey (1819–1872), Konrad Friedrich Emil Otto (1813–1878) und Karl Marquard Sauer (1827–1896) benannt. Die Werke mit der Bezeichnung im Titel erreichten nach dem Tod der drei Begründer unter der Redaktion von Rudolf Friedrich Wolff ihre größte Verbreitung. Selbst nachdem die Grammatik-Übersetzungsmethode allmählich überholt wurde – Wilhelm Viëtor hatte ihr mit seiner Schrift Der Sprachunterricht muß umkehren (1882, ²1886) den Kampf angesagt – vertrieb der Verlag Julius Groos die Lehrbücher noch bis in die 1950er Jahre.

## Methode
In einer Werbung des Verlages von 1900 hieß es:

„(Die Vorzüge der Lehrbücher) bestehen neben dem billigen Preis und guter Ausstattung in der glücklichen Vereinigung von Theorie und Praxis, in dem klaren wissenschaftlichen Aufbau der eigentlichen Grammatik, verbunden mit praktischen Sprechübungen, in der konsequenten Durchführung der hier zum erstenmal klar erfassten Aufgabe: den Schüler die fremde Sprache wirklich sprechen und schreiben zu lehren.“

Der Aufbau der Lektionen der Conversations-Grammatiken folgt stets diesem Muster:
1. Grammatik
2. Wörterverzeichnis
3. Leseübung (zusammenhanglose Sätze in der Fremdsprache)
4. Übersetzung (aus dem Deutschen in die Fremdsprache)
5. Konversation (Fragen und Antworten)

Nach einigen Lektionen folgen zuletzt auch Lesestücke (zusammenhängende Texte).

## Gaspey
Über Thomas W. Gaspey ist relativ wenig bekannt. Er war von 1844 bis zu seinem plötzlichen Tod 1872 erst Sprachlehrer, später Privatdozent an der Universität Heidelberg und besaß eine Privatschule, aus der später das Neuenheim College bzw. das Heidelberg College hervorging. Sein erstes Lehrbuch – de facto das erste Werk dieser »Methode« – hieß Der englische Selbstlehrer: oder Kunst, die englische Sprache, in kürzester Zeit lesen, schreiben und sprechen zu lernen (1845). Darin bezieht er sich auf die Lehrmethoden von Théodore Robertson (Pierre-Charles-Théodore Lafforgue) und dessen Schüler Alexander Henry Monteith. Ein späteres Werk von Gaspey mit einem veränderten Konzept, Englische Conversations-Grammatik zum Schul- und Privatunterricht erschien in zahlreichen Auflagen ab 1851 und nach einer Überarbeitung der 16. Auflage von Emil Otto 1872 auch noch in weiteren Auflagen nach Gaspeys Tod.

## Otto
Emil Otto verfasste 1837 während oder nach einem Aufenthalt in Frankreich sein erstes Lehrbuch – Der kleine Franzose, oder einfache und natürliche Einführung in die französische Sprache – das allerdings nicht erhalten ist. 1840 wurde er Sprachlehrer an der Höheren Bürgerschule in Mannheim, von 1847 bis 1849 war er als Pastor in Mühlburg bei Karlsruhe tätig und war einer der wichtigsten Revolutionäre der Stadt. Er wurde verhaftet, vom Kirchendienst ausgeschlossen und arbeitete von 1852 bis 1878 an der Universität Heidelberg als Sprachlehrer und Lektor. Seine Französische Conversations-Grammatik zum Schul- und Privatunterricht (²1854) beruhte bereits auf der Methode von Gaspey.

## Sauer
Karl Sauer unterrichtete Französisch, Italienisch und Spanisch in Frankfurt am Main und in Wien, ab 1857 an der Handelslehranstalt in Leipzig, ab 1864 an der Handelsakademie in Prag. Ab 1876/1877 leitete er die neu eröffnete Scuola superiore di comercio, Fondazione Revoltella in Triest (heute Università degli Studi di Trieste). Das erste Lehrwerk von Sauer nach der Methode Gaspey-Otto-Sauer war die Neue italienische Conversations-Grammatik (1857), die auch auf Englisch in London und in Philadelphia erschien. Sauer war auch der Autor des ersten Spanisch-Lehrbuches nach der Methode, Spanische Conversations-Gramamtik (1878), sowie der ersten Kurzversion in Form seiner Kleinen italienischen Sprachlehre (1874) und zahlreicher Abkömmlinge und Übersetzungen von Lehrbüchern in andere Sprachen.